# 大園駅
大園駅（おおそのえき）は台湾桃園市大園区にある桃園機場捷運（桃園捷運機場線）の駅。駅番号は(A15)。普通車が停車する。悠遊卡・一卡通はじめ各種IC交通カード・電子マネーが利用可。

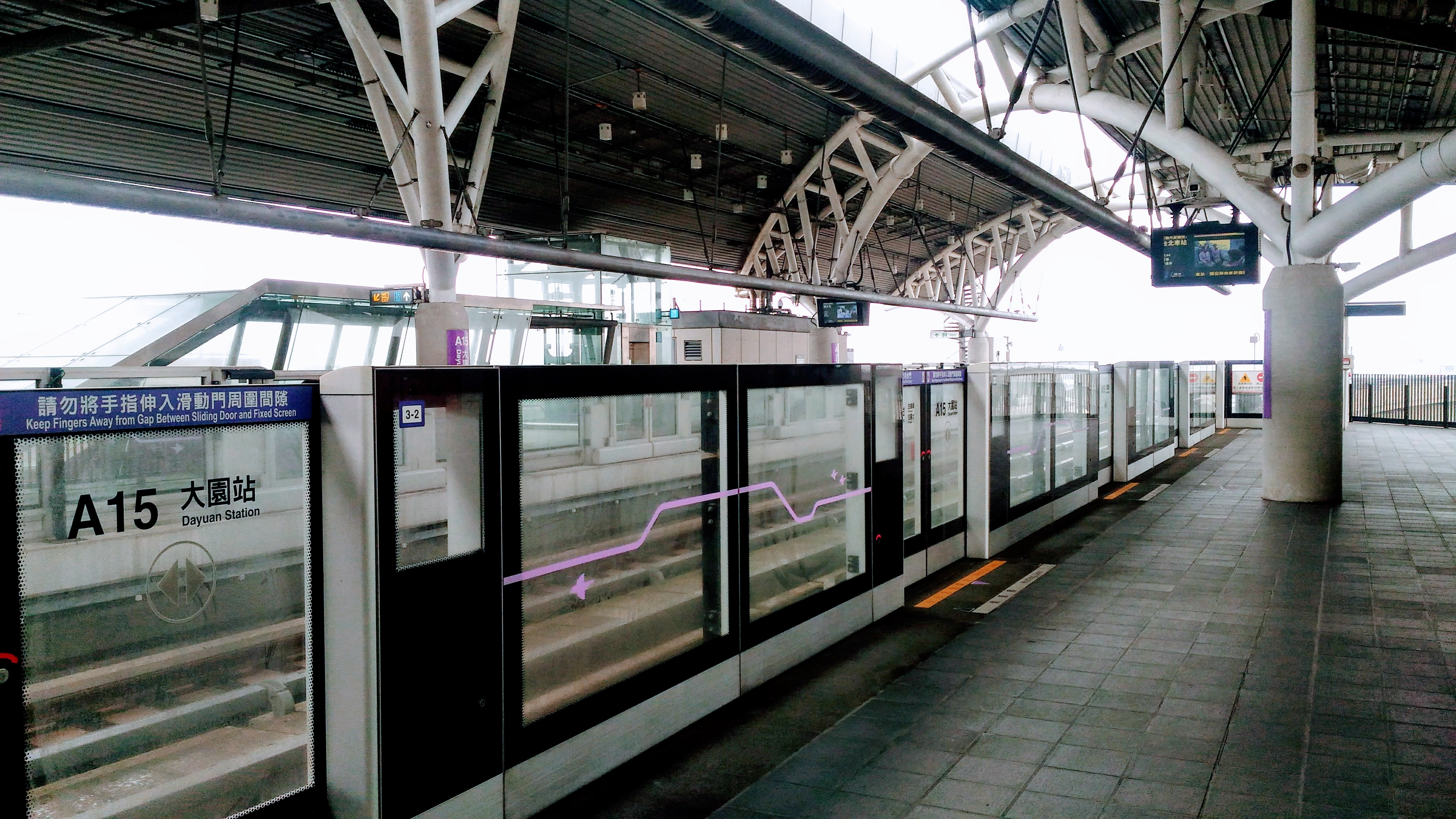
ホーム

## 利用可能な鉄道路線
- 桃園捷運
  - 機場線（桃園機場捷運）

## 駅構造
ホームは地上2階にある。相対式ホーム2面2線の高架駅。ホームドア設置駅。出口は北西側、橫湳路付近に1つある。開業時点での駅構内の案内表示は「往台北」「往中壢（環北を指す）」「往機場」であり、実際の利用時は注意が必要。

### 駅階層
| 地上 二階                      |                                                        |                                                                    |
| 相対式ホーム、右側のドアが開く |                                                        |                                                                    |
| 1番線                          | ← 機場線 高鉄桃園站・環北方面（横山駅）                |                                                                    |
| 2番線                          | → 機場線 桃園機場(T2・T1)・台北車站方面（機場旅館駅）→ |                                                                    |
| 相対式ホーム、右側のドアが開く |                                                        |                                                                    |
| 地上 一階                      | コンコース                                             | 出入口、コンコース、自動券売機、自動改札機、エスカレーター、トイレ |

### 駅出口
- 出口1：橫湳路

## 利用状況
| 年   | 1日平均 | 1日平均 | 1日平均 |
| 年   | 乗車    | 出典    |         |
| ---- | ------- | ------- | ------- |
| 2017 | 688     | [ 2 ]   |         |
| 2018 | 935     | [ 2 ]   |         |

## 駅周辺
- 国道2号大園IC（中国語版）
- 台61線
- 新街渓（中国語版）
- 桃園城市商旅航空館(シティスイーツ桃園ゲートウェイホテル)
- 桃園客運（中国語版）大園新站（中国語版）：徒歩約15分

## バス
- 桃園市市区公車（中国語版）

| 系統 | 事業者   | 区間                    | 備考       |
| ---- | -------- | ----------------------- | ---------- |
| 5083 | 桃園客運 | 捷運大園駅 - 潮音       |            |
| 5084 | 桃園客運 | 捷運大園駅 - 下古亭     |            |
| 5085 | 桃園客運 | 捷運大園駅 - 沙崙       |            |
| 5086 | 桃園客運 | 桃園 - 五塊厝 - 大園    |            |
| L506 | 亜通客運 | 捷運橫山駅 - 大園区公所 | 捷運接続線 |
| L508 | 亜通客運 | 捷運大園駅 - 富文宮     | 潮音国小線 |

## 歴史
- 2017年
  - 2月2日 - 桃園機場捷運（桃園捷運機場線）暫定開業（当駅での入出場は扱わない）[3]。
  - 2月16日 - 当駅での整理券方式による無料体験試乗を開始（日中8-16時のみで、利用者数も1日の上限がある）[3]。
  - 3月2日 - 正式開業（4月1日までの1ヶ月は半額）[3]。

## 隣の駅
桃園捷運
機場線（桃園機場捷運）
■直達車
通過
■普通車
機場旅館駅 (A14a) - 大園駅 (A15) - 横山駅(A16)